# Abades (Ourém)
Abades era, em 1747, uma aldeia portuguesa da freguesia de Nossa Senhora da Purificação das Freixiandas, termo da Vila de Ourém. No secular estava subordinada à Comarca de Tomar, e no eclesiástico ao Bispado de Leiria. Pertencia à Província da Estremadura.